# Грекуловка (Краснодарский край)
Грекуловка (также Грекулова) — упразднённый хутор в Геленджикском районе Краснодарского края РСФСР.

## География
Находился на реке Грекуловки, в 23 километрах к востоку от Геленджика, сейчас южная часть села села Михайловский перевал.

## История
Снят с учёта в связи с Ответом Краснодарского крайисполкома от 29 июля 1964 года.